# Selenoperas caustiplaga
Selenoperas caustiplaga là một loài bướm đêm trong họ Erebidae.